# 기록학
기록학(記錄學, 영어: Archival science·Archival studies)은 기록된 자료의 평가, 수집, 진본 확인, 보존, 검색 제공 등의 업무를 하는 데에 필요한 이론을 연구하는 학문으로서, 19세기 유럽의 고문서학(Diplomatics)에 그 연원을 두고 있다. 
역사학에서 역사학자는 기록을 통해 역사를 연구하지만 직접 기록을 선별하는 과정에는 참여하지 않는데, 힐러리 젱킨슨(Hilary Jenkinson, 1882–1961)은 역사학자의 주관성으로 기록을 공정하게 선별하여 남기는 것은 어려우므로 그 시대의 행정가들에게 기록 선별을 맡기는 것이 바람직하다고 보았다. 기록학에서는 역사 기록을 선별, 보존, 정리하여 역사 연구를 가능하게 하는 역할을 아키비스트라고 한다.